# Duvfästing
Duvfästing  eller Argas beijingensis är en fästingart som beskrevs av Teng 1983. Argas beijingensis ingår i släktet Argas och familjen mjuka fästingar. Inga underarter finns listade i Catalogue of Life. Arten har inte återfunnits i Sverige.